# Blackberry Classic
Das Blackberry Classic (auch bekannt unter der Bezeichnung BlackBerry Q20) ist ein Smartphone des kanadischen Unternehmens Blackberry, das am 17. Dezember 2014 präsentiert wurde und das über eine für Blackberry-Geräte typische physische QWERTZ-Tastatur verfügt. Das Betriebssystem basiert auf Blackberry 10. Das Classic ähnelt dem Design des Blackberry Q10.

## Bedienung
Neben einer Multi-Touch-Bedienung kann das Classic über ein physisches Trackpad, dem tool belt, gesteuert werden. Texteingaben erfolgen über die physische QWERTZ-Tastatur.

## Spezifikationen

### Hardware
Das Classic verfügt über einen 3,5-Zoll-Bildschirm mit einer Auflösung 720 × 720 Pixeln. Anders als das Blackberry Q10 löst das Classic nicht in AMOLED auf. Als Prozessor dient ein Qualcomm Snapdragon S4 Plus mit 1,5 GHz. Das Gerät verfügt über einen internen Speicher von 16 GB. Das Classic erlaubt die Verwendung von microSD-Karten bis zu 256 GB. Die Batterie ist grundsätzlich nicht entnehmbar.

### Software
Das Classic kann auf die Blackberry OS 10 Version 10.3.3 aktualisiert werden. Weitere Aktualisierungen des Blackberry OS 10 sind mit Ausnahme von möglichen Sicherheitsupdates nicht geplant.

## Kritik
Die Fachpresse lobte das Classic für die Ergonomie der Tastatur und den Trackpad-Button. Hervorgehoben wurde auch die robuste Bauweise des Classic.

### Verkaufszahlen
Da die Verkaufszahlen die Erwartungen von Blackberry nicht erfüllen konnte, gab das Unternehmen am 5. Juli 2016 die Einstellung der Produktion des Classic bekannt.